# Eduard Amstad

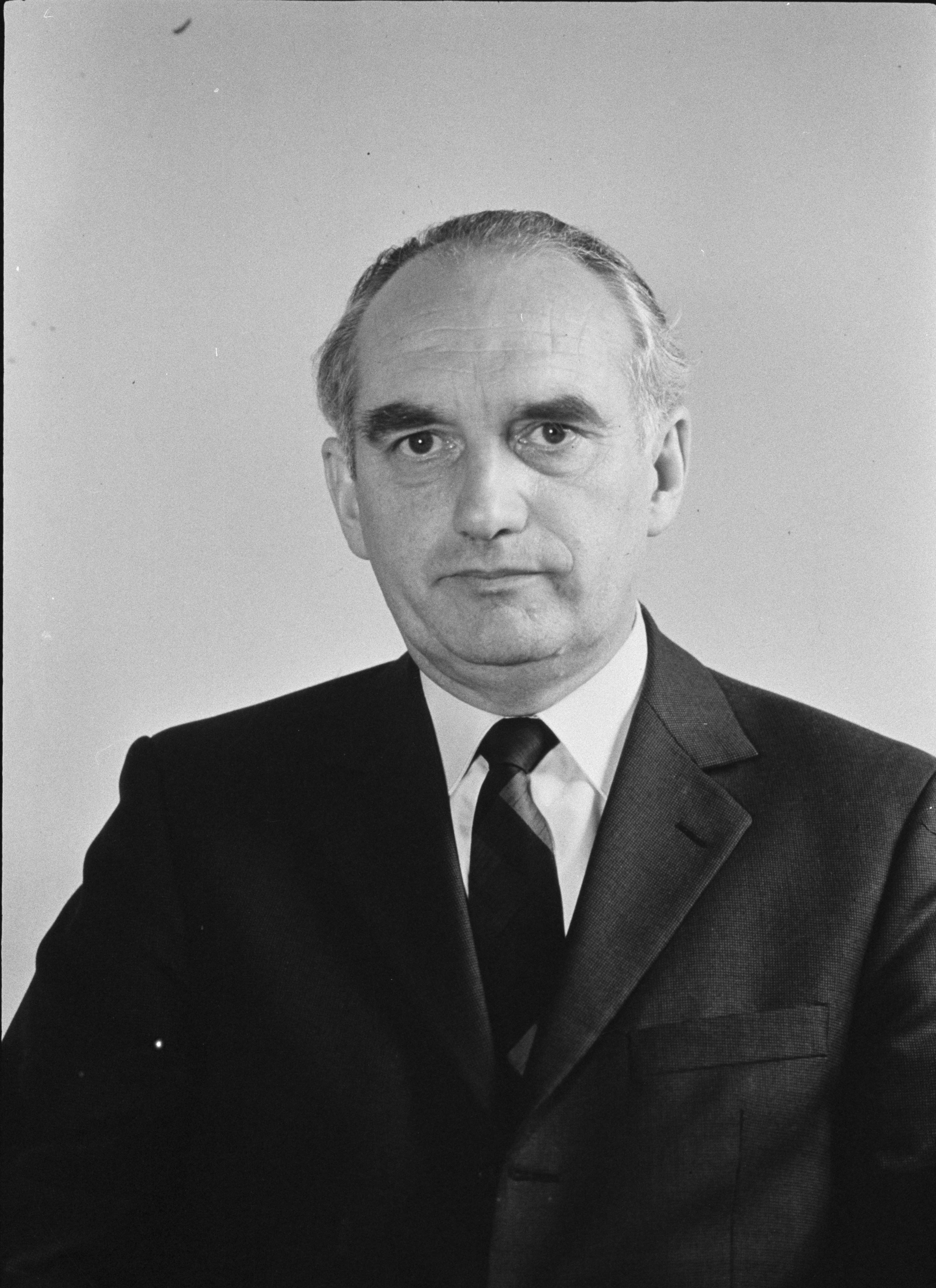
Eduard Amstad (1971)

Eduard Amstad-Baumann (* 19. März 1922 in Beckenried, Kanton Nidwalden; † 12. Oktober 2015 ebenda) war ein Schweizer Richter und Politiker (CVP). Er war der Sohn des Obergerichtspräsidenten Eduard Amstad und Neffe des Ständerates Josef Maria Amstad.

## Leben
Nach der Schulausbildung an den Gymnasien in Altdorf und Stans trat Amstad 1942 während des Zweiten Weltkrieges in den Militärdienst. Er wurde zunächst in der Infanterieschule in Luzern ausgebildet und anschliessend als Infanterist eingesetzt.
Nach einem Studium der Rechtswissenschaften an den Universitäten Freiburg, Zürich und Lausanne sowie der Promotion zum Doctor iuris an der Universität Freiburg 1949 trat Amstad in den Richterdienst ein und war zunächst als Verhörrichter tätig. 1952 begann er eine bis 1976 dauernde Tätigkeit als Rechtsanwalt.
Zugleich begann er eine politische Laufbahn mit der Wahl zum Mitglied des Gemeinderates von Beckenried, dem er bis 1958 angehörte (ab 1955 als Gemeindepräsident). Anschliessend wurde er zum Mitglied des Landrates von Nidwalden gewählt und gehörte diesem bis 1962 an. 1962 erfolgte seine Wahl zum Regierungsrat, wobei er dem Justizdepartement vorstand. 1965 war er ausserdem Autor der Verfassung des Kantons Nidwalden und damit einer der ersten neuen Kantonsverfassungen.
Bei den Wahlen 1967 wurde Amstad als Nachfolger von Werner Christen zum Vertreter des Kantons Nidwalden in den Ständerat gewählt und vertrat die Interessen Nidwaldens bis zu seiner Ablösung durch Norbert Zumbühl im Jahr 1976. Danach war er bis 1987 als Bundesrichter am Eidgenössischen Versicherungsgericht in Luzern und von 1987 bis 1992 als Ombudsmann der Privatversicherungen tätig. Er war ausserdem von 1969 bis 1982 und dann erneut von 1986 bis 1990 Präsident des Stiftungsrates der Höfli-Stiftung in Stans.
Seit seiner Studienzeit war Amstad Mitglied der Studentenverbindung AV Fryburgia und damit des Schweizerischen Studentenvereins.

## Werke
- «Die Medici von Beckenried». Die fünf Künstlergeschwister Amstad: die Sängerinnen Marietta und Martha, der Hinterglasmaler Franz, der Cellist Werner und die Kunstgewerblerin Regina. E. Amstad, Beckenried 2005.
- Der Ombudsman in der Privatversicherung. In: Schweizerische Versicherungs-Zeitschrift. Nr. 57, 1989, S. 98–110 (Beleg (Memento vom 30. Mai 2014 im Internet Archive)).